# Xenoophorus captivus
El goodeido reliquia (Xenoophorus captivus), también llamado mexcalpique aislado del Pánuco o mexcalpique viejo, es una especie de peces de agua dulce de la familia Goodeidae, la única del género monotípico Xenoophorus. Es endémico de la cuenca del río Pánuco en México. Se alimenta de algas.